# Leucemia aleucemica
La leucemia aleucemica (detta una volta pseudoleucemia) è un tipo raro di leucemia acuta che si caratterizza in particolare per l'assenza di blasti leucemici nel sangue periferico, che pertanto appare del tutto normale alle analisi di routine non riscontrandosi neppure la leucocitosi tipica delle leucemie. La diagnosi può pertanto essere effettuata solo dall'analisi di un campione di midollo osseo.
Si distingue in due sottotipi fondamentali:
- Pseudoleucemia mieloide o mielosi aleucemica, che coinvolge la linea mieloide e che si manifesta clinicamente soprattutto con il tumore della milza e con gli altri sintomi tipici delle forme leucemiche ma più attenuati
- pseudoleucemia linfatica o linfoadenosi aleucemica, che coinvolge la linea linfatica ed i precursori dei linfociti e si manifesta come forma meno aggressiva delle rispettive controparti leucemiche e con la medesima sintomatologia.

Entrambe le forme possono progredire diventando leucemiche.
La terapia è analoga alle rispettive forme leucemiche.